# لیلا موورا
لیلا موورا (۱۷ ژانویه ۱۸۹۸–۱۳ نوامبر ۱۹۷۲) کتابدار صربستانی و رئیس کتابخانه پزشکی مرکزی در دانشکده پزشکی دانشگاه بلگراد بود.
موورا در بلگراد در خانواده‌ای یهودی متولد شد، وی در میان ۴ فرزند کوچک‌ترین آنها و تنها دختر اورام موورا بود. او با پدرش در بورس ارز سلطنتی کار می‌کرد. در جنگ جهانی اول، لیلا موورا در شانزده سالگی به عنوان پرستار داوطلب شد. برادران او در ارتش سلطنتی صربستان خدمت می‌کردند. او دبیرستان را در نیس فرانسه به پایان رساند. پدرش به او اجازه تحصیل پزشکی نداد، اما او توانست در پاریس درس فلسفه بخواند.
در جنگ جهانی دوم، پدر و دو برادرش موورا توسط نازی‌ها در هولوکاست کشته شدند. برادرش موشه، که در آن زمان سرهنگ دوم ارتش سلطنتی یوگسلاوی بود، در سال ۱۹۴۱ اسیر و در اردوگاه اسرای جنگی آلمان زندانی شد، جایی که او پرتره بیش از ۶۰۰ زندانی دیگر را نقاشی کرد. خود لیلا موورا نیز در سال ۱۹۴۱ اسیر و در اردوگاه‌هایی در آلبانی و ایتالیا زندانی شد. در سال ۱۹۴۳، پس از مرگ موسولینی، زندانیان زندان فرامونتی دی تارسیا آزاد شدند و موورا بقیه جنگ را در آستی گذراند و سپس به صربستان بازگشت.